# 김은영 (1986년)
김은영(1986년 8월 4일 ~ )은 대한민국의 가수, 배우이다. 과거 걸그룹 써니힐에서 주비라는 예명으로 활동했다.

## 학력
- 한성대학교 행정학과

## 연기 활동

### 드라마
- 2012년 tvN 월화드라마 아이 러브 이태리 ... 하순심 역
- 2021년 tvN 금토드라마 보이스 4 ... 한솔 역

## 음반
- 2011년 최고의 사랑 OST Part 3
- 2013년 써니힐 - Young Folk
- 2014년 써니힐 - 아무말도 하지마요
- 2014년 앙큼한 돌싱녀 OST Part 3
- 2014년 미스터 백 OST Part 2
- 2015년 냄새를 보는 소녀 OST Part 1
- 2015년 맨도롱 또똣 OST Part 4
- 2015년 감성팔이 (With 육지담)